# 邝煦堃

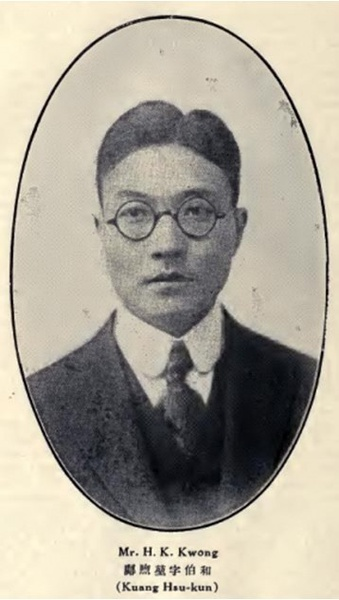

邝煦堃（1892年—？），字伯和，广东番禺人。中华民国外交官。

## 生平
邝煦堃毕业于上海圣约翰大学，1909年成为第一批庚子赔款留美学生赴美留学，后毕业于普林斯顿大学、哥伦比亚大学。回国后，曾担任《京报》编辑、清华学校教授、北洋政府交通部专门委员、陇海铁路管理局局长、外交部情报处处长等职。1929年至1931年间，出任中华民国驻马尼拉总领事。1931年，又任外交部参事。

## 延伸阅读
[在维基数据编辑]
 《游美同學錄·鄺煦堃》，出自《游美同學錄》